# Raúl Amarilla
Raúl Vicente Amarilla Vera (Luque, 19 luglio 1960) è un allenatore di calcio ed ex calciatore paraguaiano naturalizzato spagnolo, di ruolo attaccante.
Venne nominato calciatore sudamericano dell'anno nel 1990.

## Carriera

### Giocatore
Amarilla debuttò con la squadra della sua città, lo Sportivo Luqueño, all'età di 17 anni. Nel 1980 si trasferì in Spagna, al Real Saragozza, per 25 milioni di pesetas. 
Dal momento che il Real Saragozza aveva occupato tutti gli slot disponibili per i calciatori stranieri in rosa, Amarila fu ceduto in prestito per una stagione al Racing Santander, militante nella Segunda División spagnola. Allenato da Moruca, fu protagonista di una stagione da 29 presenze e 9 gol con il club cantabrico, ottenendo la promozione in massima serie.
Rientrato a Saragozza, esordì nella Liga spagnola con gli aragonesi, il 20 settembre 1981, contro il Valencia. Chiuse la sua prima annata con 13 gol in 33 partite di campionato, oltre a 9 gol in 9 partite di Coppa del Re. 
Nella sua seconda stagione al Real Saragozza, (1982-1983) chiuse al secondo posto nella classifica marcatori della Primera División. Amarilla segnò 19 reti, uno in meno del capocannonere di quell'anno, Hipólito Rincón; gli venne così chiesto di giocare per la Nazionale spagnola Under-21, e, accettando questa proposta, in seguito non poté vestire la divisa della Nazionale paraguaiana. Dopo quattro stagioni al Saragozza, nel 1985 Amarilla si trasferì al Barcellona, per 50 milioni di pesetas. Giocò con i catalani fino al 1988, vincendo la Copa de la Liga 1986 e la Coppa del Re 1987-1988.
Tornò in Paraguay nel 1988, per giocare nel club Olimpia. Nel 1989 si laureò capocannoniere della Coppa Libertadores grazie a 10 reti segnate. Nella seconda metà dell'anno solare 1989 andò a giocare in Messico, all'América.
Ritornò in patria nel 1990 andando di nuovo nelle file dell'Olimpia. In quell'anno la squadra di Asunción, grazie soprattutto al trio di attacco González-Samaniego-Amarilla, vinse la Coppa Libertadores, la Supercoppa Sudamericana e la Recopa Sudamericana. Nello stesso anno lo stesso Amarilla venne votato calciatore sudamericano dell'anno. Nel 1993 si trasferì in Giappone, al Yokohama Flügels, tornando già l'anno dopo, all'età di 34 anni, nel proprio paese e ritirandosi dall'attività vestendo ancora la maglia bianco-nera dell'Olimpia.

### Allenatore
Pochi anni dopo il ritiro dal calcio giocato, Amarilla ha allenato piccole squadre del campionato paraguaiano come il CS San Lorenzo e lo Sportivo Luqueño. Dopodiché venne nominato vice di Aníbal Ruiz, CT del Paraguay, per gli incontri di qualificazione e della fase finale del campionato del mondo 2006, svoltosi in Germania. Dopo che Ruiz si dimise dall'incarico, Amarilla venne nominato C.T. ad interim fino al 2007.

## Palmarès

### Club

#### Competizioni nazionali
- Campionato spagnolo: 1

Barcellona: 1984-1985
- Coppa di Spagna: 1

Barcellona: 1987-1988
- Campionato paraguaiano: 2

Olimpia Asunción: 1988, 1993

#### Competizioni internazionali
- Coppa Libertadores: 1

Olimpia Asunción: 1990
- Supercoppa sudamericana: 1

Olimpia Asunción: 1990
- Recopa Sudamericana: 1

Olimpia Asunción: 1990

### Individuale
- Capocannoniere del Campionato paraguaiano: 1

1988 (17 gol)
- Capocannoniere della Coppa Libertadores: 1

1989 (10 gol, a pari merito con Carlos Alberto Aguilera)
- Capocannoniere della Supercoppa Sudamericana: 1

1990 (3 gol)
- Calciatore sudamericano dell'anno: 1

1990
- Equipo Ideal de América: 1

1990